# Dagoberto Portillo
Dagoberto Portillo Gamero (San Salvador, 16 de noviembre de 1979) es un exfutbolista salvadoreño. Jugaba de guardameta y su último equipo fue Club Deportivo Luis Ángel Firpo

## Trayectoria
Inició su carrera profesional con  Alianza Fútbol Club el año 1999. Posteriormente pasó a las filas de Luis Ángel Firpo (2001-2003), Chalatenango (2004), Isidro Metapán (2004-2006), y retornó nuevamente al Alianza (2006). Para el Torneo Apertura 2008, también volvió al Isidro Metapán y logró su primer título nacional. En la final, ante  Chalatenango, anotó el primer gol del juego y también el del empate en tiempo extra, ambos de tiro penal (3:3). La decisión del campeonato, por la tanda de penalties, fue a favor de los metapanecos (4:3).
Portillo obtuvo otro título con Isidro Metapán el Torneo Clausura 2009, y para el Torneo Apertura 2009 pasó a formar parte de FAS, consiguiendo otro campeonato nacional. Por tales logros conseguidos en ese año, en el que fue el portero menos vencido en el Clausura 2009 —reconocimiento que había obtenido en el Apertura 2005—, fue considerado por los periodistas de El Diario de Hoy como "jugador del año". Los torneos Apertura 2010 y Clausura 2011 jugó para Once Municipal; y para el Torneo Apertura 2011 volvió a  Luis Ángel Firpo, con el que conquistó su cuarto título nacional en el Clausura 2013.

### Selección nacional
A nivel de selección nacional, participó en combinados sub-20, sub-21, y sub-23; en el combinado mayor destaca su convocatoria a la clasificación de Concacaf para la Copa Mundial de Fútbol de 2010, mientras que en la eliminatoria de 2014 participó en ocho juegos.
También tuvo apariciones en la Copa Centroamericana de 2011 y 2013; y la Copa de Oro de la Concacaf de 2011 y 2013.

### Suspensión de por vida
El 20 de septiembre de 2013, la Federación Salvadoreña de Fútbol le suspendió de por vida de toda actividad relacionada con este deporte, al haber sido declarado culpable de amaños en juegos de la selección nacional junto a otros trece futbolistas.

## Clubes
| Club                                | País        | Año       | Partidos | Goles |
| ----------------------------------- | ----------- | --------- | -------- | ----- |
| Alianza Fútbol Club                 | El Salvador | 1999-2000 |          |       |
| Club Deportivo Luis Ángel Firpo     | El Salvador | 2001-2003 |          |       |
| Club Deportivo Chalatenango         | El Salvador | 2004      |          |       |
| Asociación Deportiva Isidro Metapán | El Salvador | 2004-2006 |          |       |
| Alianza Fútbol Club                 | El Salvador | 2006-2008 |          |       |
| Asociación Deportiva Isidro Metapán | El Salvador | 2008-2009 | 33       | 1     |
| Club Deportivo FAS                  | El Salvador | 2009-2010 | 33       | 0     |
| Once Municipal                      | El Salvador | 2010-2011 |          | 3     |
| Club Deportivo Luis Ángel Firpo     | El Salvador | 2011-2013 | 71       | 0     |

## Palmarés

### Trofeos nacionales
| Título          | Club             | País        | Año  |
| --------------- | ---------------- | ----------- | ---- |
| Torneo Apertura | Isidro Metapán   | El Salvador | 2008 |
| Torneo Clausura | Isidro Metapán   | El Salvador | 2009 |
| Torneo Apertura | FAS              | El Salvador | 2009 |
| Torneo Clausura | Luis Ángel Firpo | El Salvador | 2013 |

### Distinciones individuales
| Distinción                            | Año  |
| ------------------------------------- | ---- |
| Portero menos vencido Torneo Apertura | 2005 |
| Portero menos vencido Torneo Clausura | 2009 |
| Jugador del año - El Diario de Hoy    | 2009 |